# Водяний хрін піренейський
Водяний хрін піренейський (Rorippa pyrenaica) — вид квіткових рослин родини капустяних (Brassicaceae).

## Біоморфологічна характеристика
Це багаторічна рослина. Стебла прямі, розгалужені лиже зверху, голі чи коротко запушені при основі, 15–60 см заввишки. Нижні листки з сидячими бічними листочками, довгасто-яйцюваті, кінцеві листочки більші. Пелюстки до 3 мм завдовжки, жовті. Стручки коротко-еліптичні, в 1.2 рази коротші за квітконіжки. Насіння еліптично-зворотно-яйцювате, злегка плоскувате, 0.8–0.9 × 0.6–0.7 мм; поверхня злегка блискуча, червонувато коричнева. 2n=16.

## Поширення
Росте в Європі від Португалії до України. Населяє сухі луки й поля.
В Україні росте на луках, у сирих місцях – на Закарпатті (смт В. Березний, Тячівський р-н, смт Тересва, м. Ужгород, Межигірський р-н, с. Колочава), нерідко.